# Clarence Edward Dutton
Pour les articles homonymes, voir Dutton.
Clarence Edward Dutton (15 mai 1841, Wallingford, CT - 4 janvier 1912 , Englewood, NJ) est un géophysicien américain. Il fut l'un des fondateurs de la séismologie dont la principale contribution fut la notion d'isostasie.